# Empire autoritaire

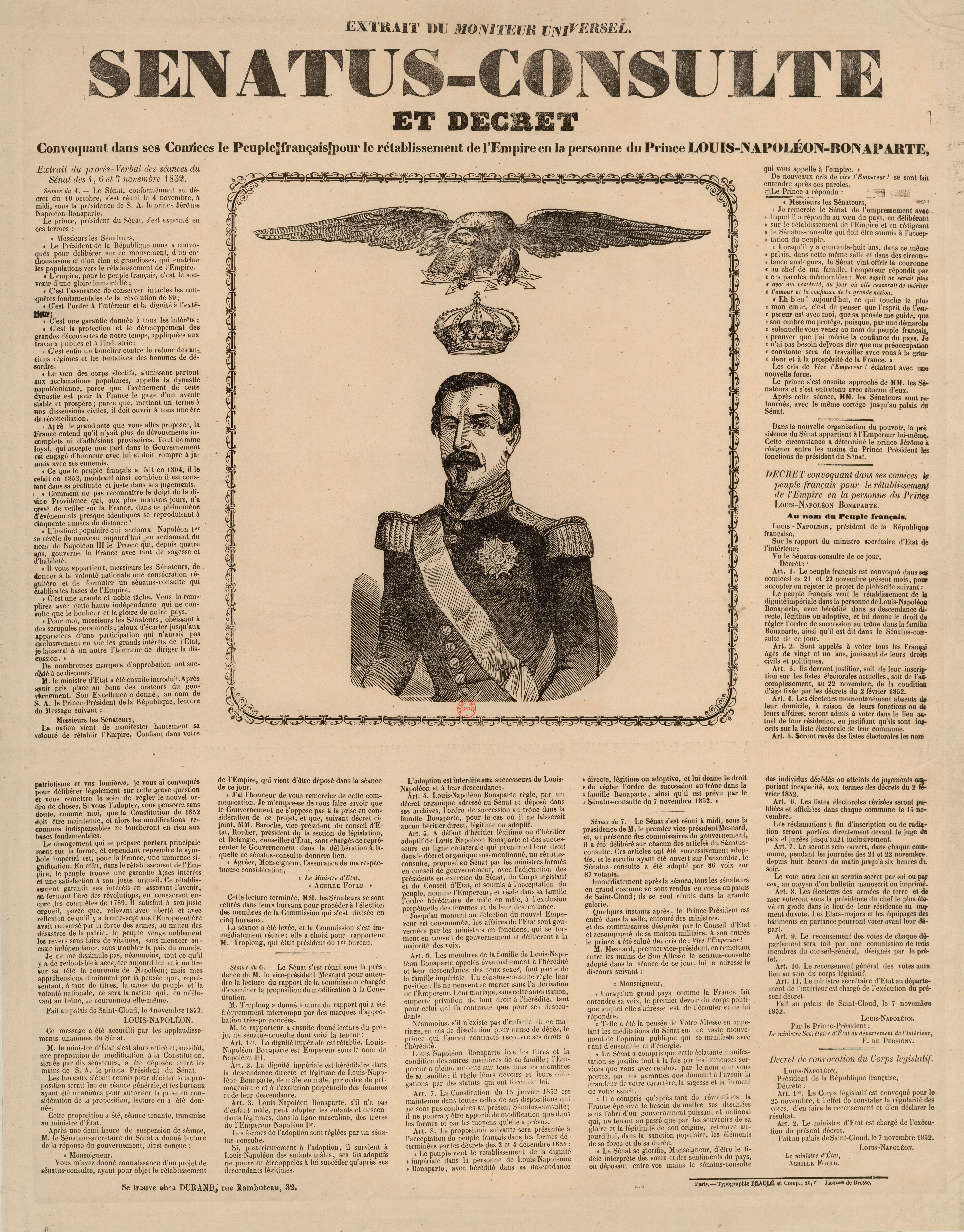
Sénatus-consulte et décret sur le rétablissement de l'Empire en 1852, acte fondateur de l'Empire autoritaire.

L'Empire autoritaire est, dans l'histoire de France, la première phase du Second Empire de Napoléon III, soit la période de 1852 à 1860. Elle est suivie par l'Empire libéral jusqu'en 1870.

## Les mécanismes impériaux

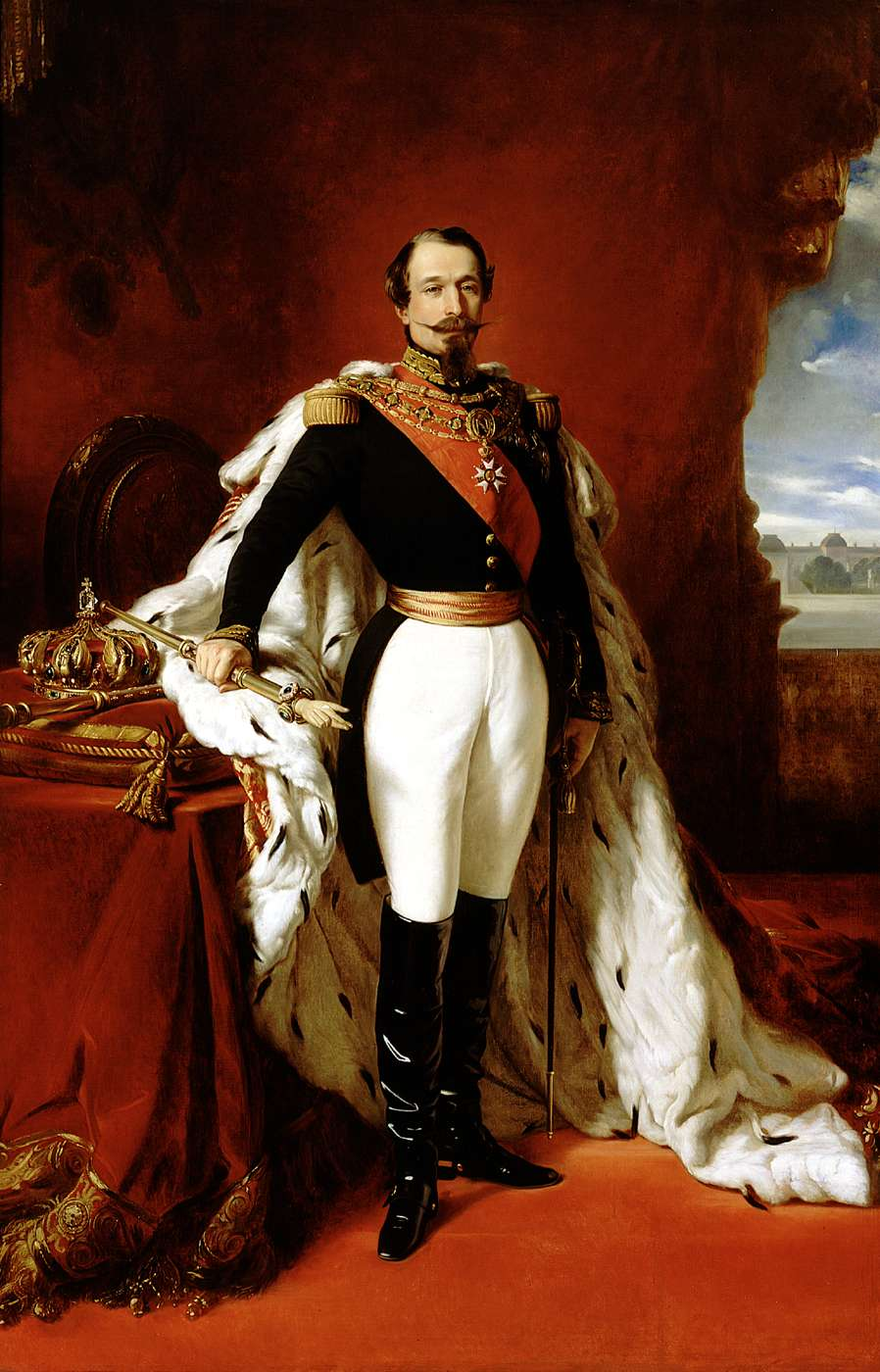
Portrait officiel de Napoléon III réalisé en 1853 par Franz Xaver Winterhalter.
Entre 1855 et 1870, des centaines de versions de ce portrait ornaient les bâtiments officiels. Installé au palais des Tuileries, le portrait original a disparu lors du saccage des lieux durant la Commune de Paris (1871)

### Les crises de 1851-1852 et la naissance de l'empire autoritaire
La Deuxième République française est particulièrement instable, et les citoyens de France veulent avant tout préserver le pays de l'anarchie. Ils jettent donc leur dévolu sur un candidat qui saura réconcilier l'héritage révolutionnaire de 1789 et la nécessité de rétablir l'ordre.

### Une démocratie césarienne
Napoléon III a, en exil, longuement critiqué le caractère oligarchique de la Monarchie de Juillet, qui appliquait le principe du suffrage censitaire et servait donc exclusivement les intérêts de la classe bourgeoise en gestation. Napoléon III souhaite donc concilier l'héritage révolutionnaire, démocratique, et l'idée d'un monarque qui puisse incarner la nation. Afin de créer les conditions matérielles d'une démocratie durable, Napoléon III mène une politique sociale qui rétablit l'égalité entre les citoyens.

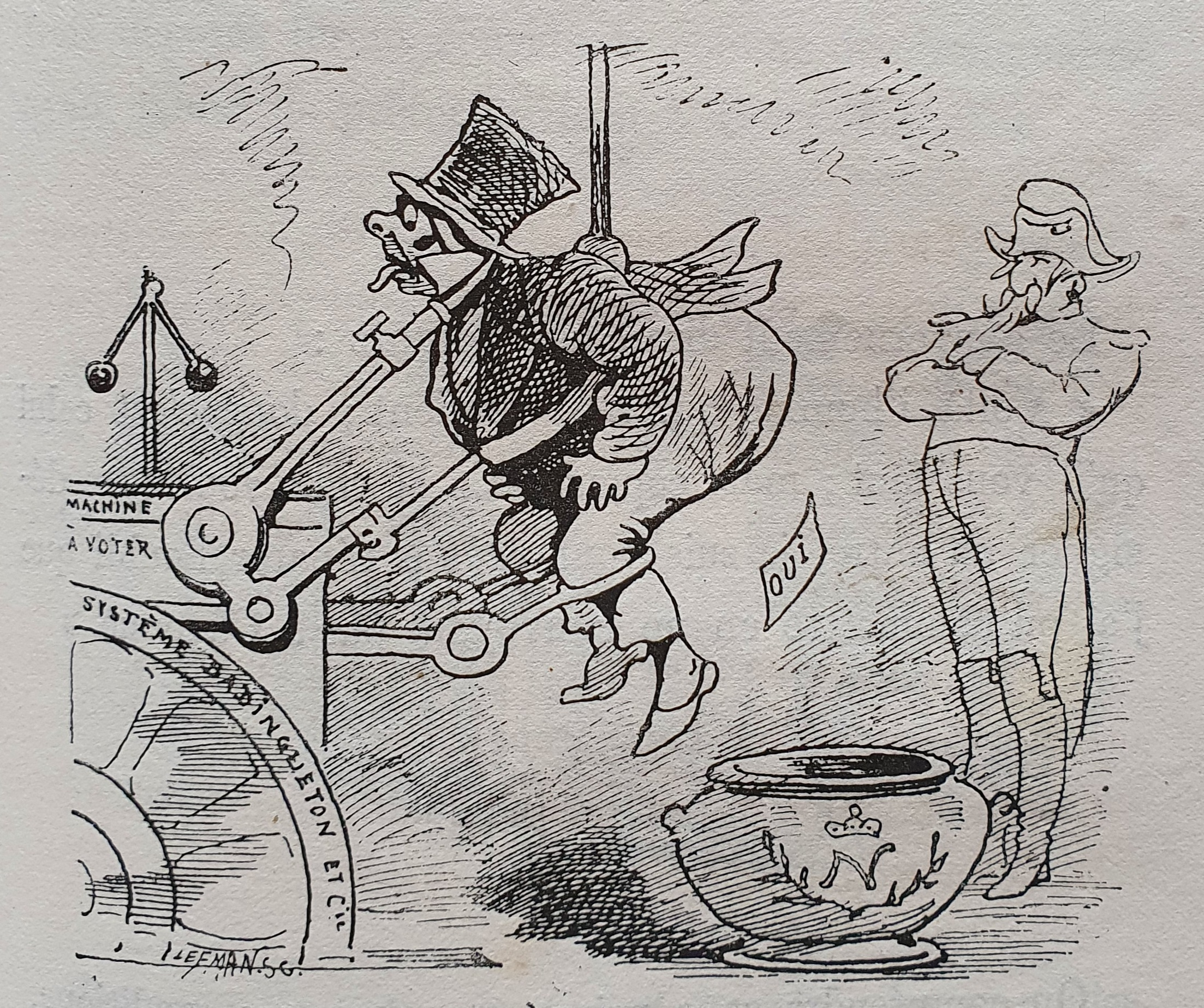
Caricature du régime plébiscitaire dans lHistoire tintamarresque de Napoléon III, Touchatout, 1877.

Pour les bonapartistes de l'empire autoritaire, deux institutions ne pouvaient pas, simultanément, prétendre incarner la volonté du peuple. Ceci justifiait la concentration des pouvoirs entre les mains de l'empereur, élu au suffrage universel masculin, et le rôle crucial du plébiscite, expression directe de la nation. L'Empire autoritaire n'est donc en rien un régime parlementaire. Les partis et les candidats aux élections au Corps législatif ne doivent pas exprimer des opinions divergentes, mais manifester l'unité de la nation.
On peut ainsi affirmer que l'empire autoritaire est une démocratie césarienne,. La légitimité politique provient exclusivement de la volonté du peuple, mais c'est à l'Empereur d'interpréter cette volonté. S'il souhaite s'exprimer, le peuple dépend du bon vouloir de l'Empereur.
À la suite des élections législatives de 1857, contrairement à la volonté de son entourage, Napoléon III refuse de remettre en cause le suffrage universel direct.
À partir de 1858, tous les candidats au Corps législatif, élus ou non, doivent prêter un serment de fidélité à la Constitution.
Sous l'Empire autoritaire, Napoléon III recourt à la pratique du sénatus-consulte.

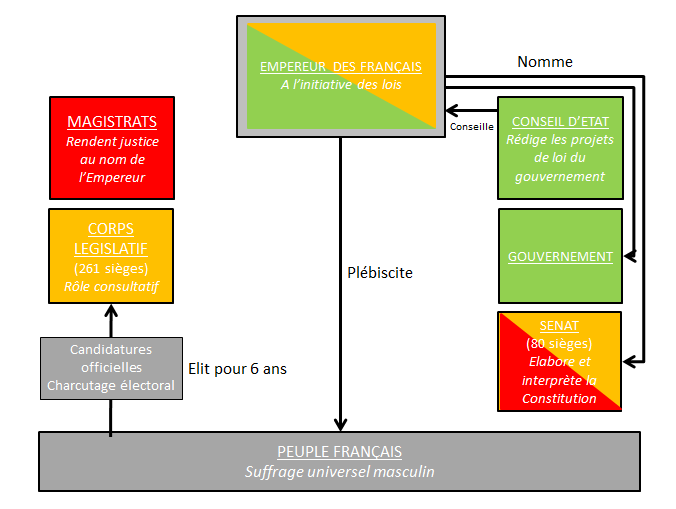
Les institutions impériales en 1852 : pouvoir exécutif (vert), pouvoir législatif (jaune), pouvoir judiciaire (rouge).

### Modalités de l'exercice du pouvoir sous l'empire autoritaire
On peut néanmoins opposer la théorie bonapartiste de l'État à la pratique réelle du pouvoir sous l'empire autoritaire. Dans les faits, l'empire autoritaire en recourt également au charcutage électoral pour museler l'opposition libérale. Ainsi, le vote libéral et citadin était généralement noyé dans les voix de la population rurale. Qui plus est, certains contemporains considèrent que les référendums de 1851, qui donnent aux bonapartistes une première victoire à 92%, et une seconde à 97%, ont été truqués.

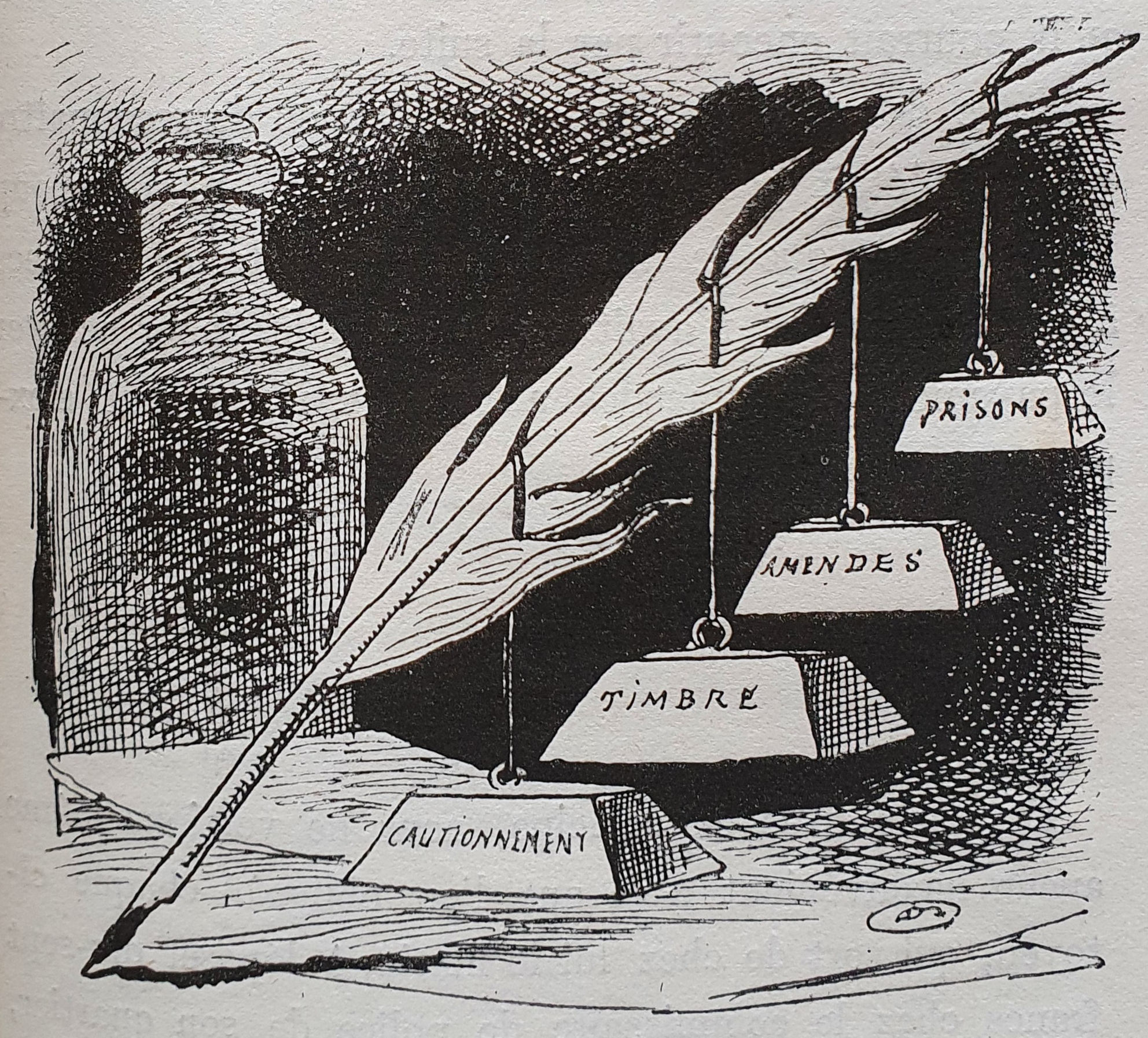
Caricature sur les vexations (cautionnement, timbre, amendes, emprisonnements) dont fait l'objet la presse sous l'Empire autoritaire dans lHistoire tintamarresque de Napoléon III, Touchatout, 1877.

Par ailleurs, l'empire autoritaire recourt massivement à la censure. La liberté d'expression est réduite. La presse est soumise au système des cautionnements, et doit ainsi verser une caution qu'elle se voit confisquée si elle s'oppose à l'Empereur. Sur un simple avertissement des autorités, les journaux doivent effacer certains de leurs articles. Du point de vue de l'art et des mœurs, l'empire autoritaire voit se dérouler le procès de Charles Baudelaire, à la suite de la publication des Fleurs du mal en 1857.
L'attentat manqué de Felice Orsini contre la vie de l'Empereur et l'Impératrice en Italie en 1858 entraîne un durcissement du régime. L'enseignement de la philosophie et de l'histoire au lycée fut supprimé. La loi de sûreté générale de 1858 autorise le gouvernement à interner et à déporter sans jugement toute personne ayant mis en péril la sûreté de l'État ou la vie de l'Empereur. Le général Espinasse applique cette loi de février à mars 1858. 

### Les partisans de l'Empire autoritaire

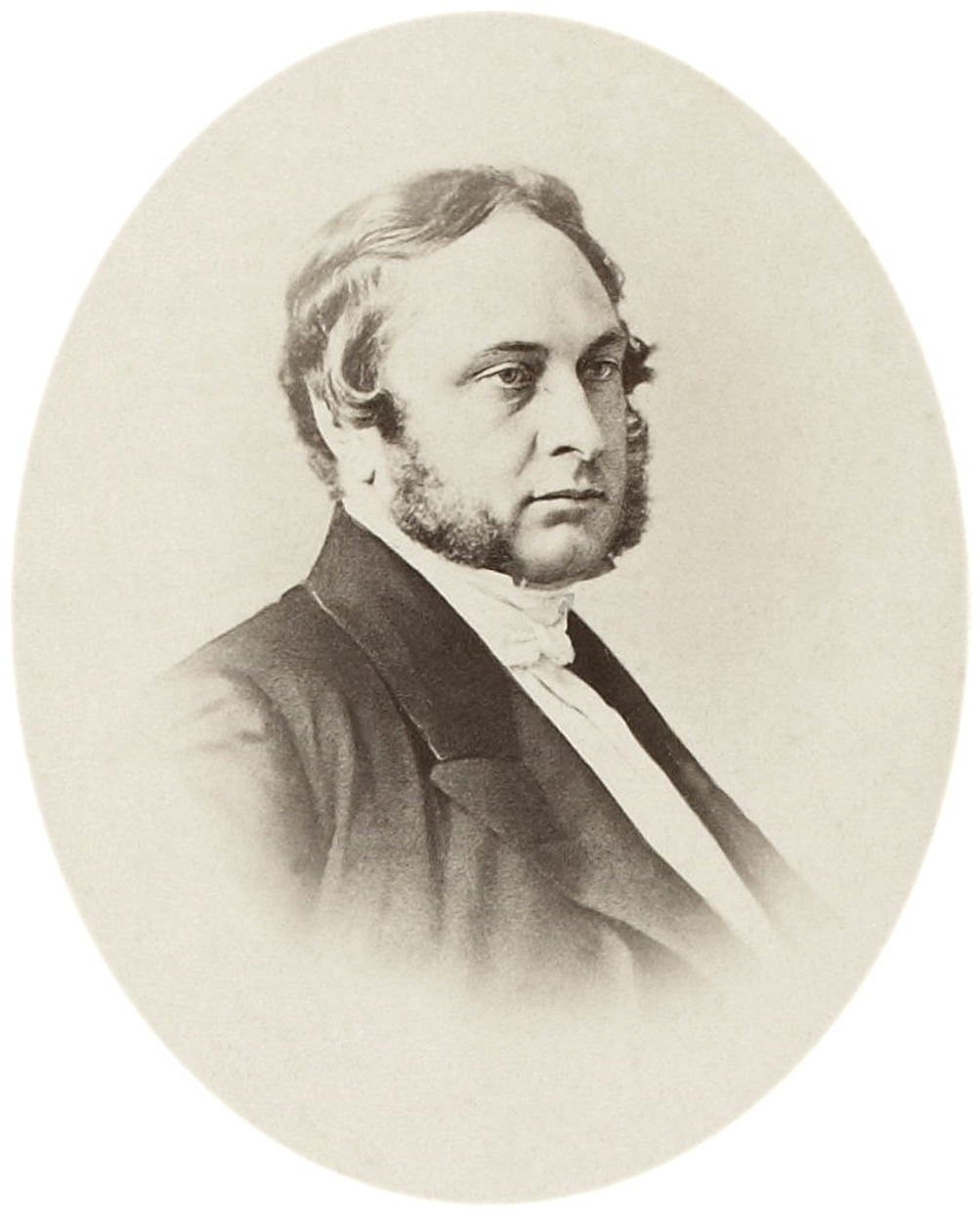
Eugène Rouher, promoteur de l'Empire autoritaire.

Les soutiens de Napoléon III sont très divers. L'empereur séduit, tour à tour, la bourgeoisie d'affaires, les saint-simoniens, les cléricaux. De toute évidence, la survie de l'empire autoritaire n'est pas due à une idéologie cohérente, mais à l'aura du nom de Bonaparte. Il n'y a pas encore de bonapartiste convaincu, seulement des groupes d'intérêts qui prêtent allégeance à l'empereur quand celui-ci cède à leurs demandes.
Sous l'empire autoritaire, le budget des cultes est augmenté, de nouvelles églises sont construites et des cardinaux siègent au Sénat. Les congrégations de femmes sont autorisées. Le clergé devient ainsi un allié de Napoléon III.
Au sein de l'entourage de Napoléon III, les partisans de l'Empire autoritaire sont Eugène Rouher, Achille Fould, Pierre Jules Baroche et Victor de Persigny et l'Impératrice Eugénie. Ils expriment leur attachement à l'Empire autoritaire au moment de la transition vers l'Empire libéral. Exception faite de l'Impératrice Eugénie, tous ces grands noms de l'Empire autoritaire sont nés entre 1800 et 1814, sous le règne de Napoléon Ier. Ils sont issus des classes supérieures et technocratiques, et sont banquiers, avocats ou militaires. Napoléon III récompense leur fidélité et leur aptitude par des décrets impériaux qui leur accordent des titres de noblesse.

## Changements en France sous l'empire autoritaire

### La ville de Paris
C'est sous l'empire autoritaire que commence la rénovation de Paris, dirigée par le baron Haussmann. Le style haussmannien correspond au caractère autoritaire de l'empire. En effet, les rues sont tracées de telle sorte que des armées peuvent y défiler aisément, et afin de rendre un soulèvement populaire plus difficile.
En 1855, Paris accueille la deuxième exposition universelle de l'histoire, après celle de Londres en 1851.

### Une augmentation du nombre de fonctionnaires
Entre 1852 et 1860, le nombre de fonctionnaires de l'État passe de 477 000 à 700 000. Tous les fonctionnaires doivent prêter serment à l'Empereur. Sur la même période, le nombre de policiers est multiplié par deux. Une caisse de retraite est créée pour les fonctionnaires en 1853.

### Industrialisation
Sous l'empire autoritaire, la France pose des chemins de fer. En 1851, le pays compte 3 500 km de voies ferrées. La télégraphie et les ports se développent.

## Crise de l'empire autoritaire

### L'indignation au sein de l'électorat catholique et protectionniste
En 1859, Napoléon III intervient dans les guerres d'unification de l'Italie, en faveur de la Savoie. Or l'idée d'unité italienne implique de refuser au pape tout pouvoir temporel, ce que les catholiques ultramontains de France n'acceptent pas. Les catholiques rejoignent alors l'opposition et en 1860, l'expédition de Syrie, qui vise à défendre des populations maronites en danger, ne suffit pas à les satisfaire. L'opposition catholique est mobilisée par l'Univers, dirigé par Louis Veuillot.
En janvier 1860, la France et le Royaume-Uni concluent un traité de commerce. Le libre-échange met l'industrie française à l'épreuve de la compétition étrangère. Les protectionnistes se désolidarisent donc de l'empereur. La seconde guerre de l'opium, qui prend fin en 1860 avec la victoire de l'axe Londres-Paris, puis le début de la guerre de Sécession en 1861, placent les artisans et les commerçants français dans une situation d'incertitude.

### L'évolution des pratiques
Afin de sauver la popularité de l'Empire, Napoléon III doit faire des concessions à la gauche et aux libéraux. Le 16 août 1859, il proclame une loi d'amnistie générale pour les opposants au régime.
En 1860, il accorde à la presse le droit de retranscrire les débats parlementaires, et lance l'évolution du régime vers l'Empire libéral.